# Lista orașelor din Tanzania
- Aceasta pagină este o listă a orașelor din Tanzania.

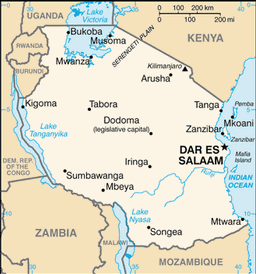
Harta Tanzaniei

## A
- Arusha

## B
- Babati
- Bagamoyo
- Biharamulo
- Bukoba

## C
- Chake Chake
- Chunya

## D
- Dar es Salaam
- Dodoma

## G
- Geita

## H
- Handeni

## I
- Iringa
- Isoko

## K
- Kahama
- Kasanga
- Kasulu
- Kibaya
- Kibondo
- Kidika
- Kigoma
- Kilindoni
- Kilosa
- Kilwa Kivinje
- Kilwa Masoko
- Kipili
- Kitodi
- Kitunda
- Koani
- Kondoa
- Kongwa
- Korogwe
- Kyaka

## L
- Lindi
- Liwale

## M
- Mahenge
- Mahonda
- Masasi
- Makumbako
- Manyoni
- Mbamba Bay
- Mbeya
- Mbogo
- Mchinga
- Mikindani
- Mohoro
- Morogoro
- Moshi
- Mpanda
- Mtwara
- Musoma
- Mwanza
- Mwaya

## N
- Nachingwea
- Namanyere
- Ngara
- Njonbe
- Nyonga
- Nzega

## O
- Oldeani

## P
- Pangani

## R
- Rungwa

## S
- Same
- Seronera
- Shinyanga
- Singida
- Songea
- Sumbawanga

## T
- Tabora
- Tanga
- Tarime
- Tukuyu
- Tunduru

## U
- Usa River
- Uvinza

## W
- Wete

## Z
- Zanzibar